# Sierra de Castellar
La sierra de Castellar es una pequeña sierra situada al oeste de Villena (Alicante).

## Etimología
Recibe su nombre por las ruinas de unos muros de piedra conservados en la meseta superior.

## Historia
Dichos muros ya se consideraban muy antiguos en 1575:

Y en dicho termino de Villena, en la syerra nombrada arriba del Castellar, ay otro castillo de piedra seca muy antiguo encima la dicha syerra, por el qual se llama syerra del Castellar.

Se cree que estas ruinas son los vestigios de una antigua alquería fortificada que se englobaría en la categoría de los husun de disidencia levantados sobre el siglo X en toda la cora de Tudmir y probablemente se despobló a finales del siglo XI como consecuencia de un aumento de población generalizado en todo al-Ándalus y que conllevó a un favorecimiento de las agrupaciones urbanas en detrimento de las rurales.